# 美國陸軍第1騎兵師
第1騎兵師（1st Cavalry Division，First Team），简称美骑一师，是美国陆军内著名部队之一。建于1921年，曾先后参与二战、朝鲜战争、越南战争、海湾战争、伊拉克战争、和阿富汗戰爭（2001年至今），總部位于德克萨斯州胡德堡，至2024年第1騎兵師隸屬第3軍，由少将托马斯·M·费尔特指揮
在现行体制下，第1骑兵师作战单位由6个旅构成，分别为：
- 第1装甲旅级战斗队“铁马”[2]
- 第2装甲旅级战斗队“黑杰克”[3]
- 第3装甲旅级战斗队“灰狼”[3]
- 第1骑兵師炮兵群
- 战斗航空旅“武士”
- 第1骑兵师支援旅[4]

这让第1骑兵师成为目前美国陆军十个师中最为重装化的一个师，也是唯一完全由装甲旅级战斗队构成的师级单位。在美国陆军即将实施的下次编制改革中，第1骑兵师将撤销一个装甲旅级战斗队，但在每个尚存的装甲旅级战斗队中增添一个联兵营，这将让第1骑兵师主力营从8个变为9个，主战装备数量不降反增。
该师在越战期间开始大量装备直升机，因此又有空骑一师的称号。

## 历史
第1骑兵师组建于1921年8月20日，当时美国陆军提出所谓的“机动陆军”概念，其措施之一便是组建两个防卫美墨边境的骑兵师（第1和第2）。组建之初，第1骑兵师人员总计7463人，其编制如下：
- 总部（34人）
- 两个骑兵旅（各有2,803人）
- 野战炮兵营（790人）
- 工兵营（357人）
- 师军需训练指挥部（276人）
- 特种部队指挥部（337人）
- 救护连（63人）

该师被部署在亚利桑那州和德克萨斯州，隶属于美国第八军。此后进行了一系列编制调整和换装，从两旅三团制（师下辖两个旅，旅下辖三个团）改为四边形制（师下辖两个旅，旅下辖两个团），到1940年，师的规模已经扩充到11676人。
二战爆发之后，第1骑兵师的改编仍在进行。到1943年2月28日该师最后的骑兵单位也被改编为步兵，第1骑兵师转换为轻步兵师，随后抵达澳大利亚参加新几内亚战役，1945年1月27日登陆吕宋岛，2月3日抢占马尼拉，随后在吕宋岛搜剿日军游击队直至日本投降。在二战中第1骑兵师有734人阵亡，3311人受伤，236人伤死。
1945年8月25日该师离开吕宋岛前往日本实施占领，9月2日该师在横滨登陆，8日进驻东京，随后担任了5年的日本占领军。

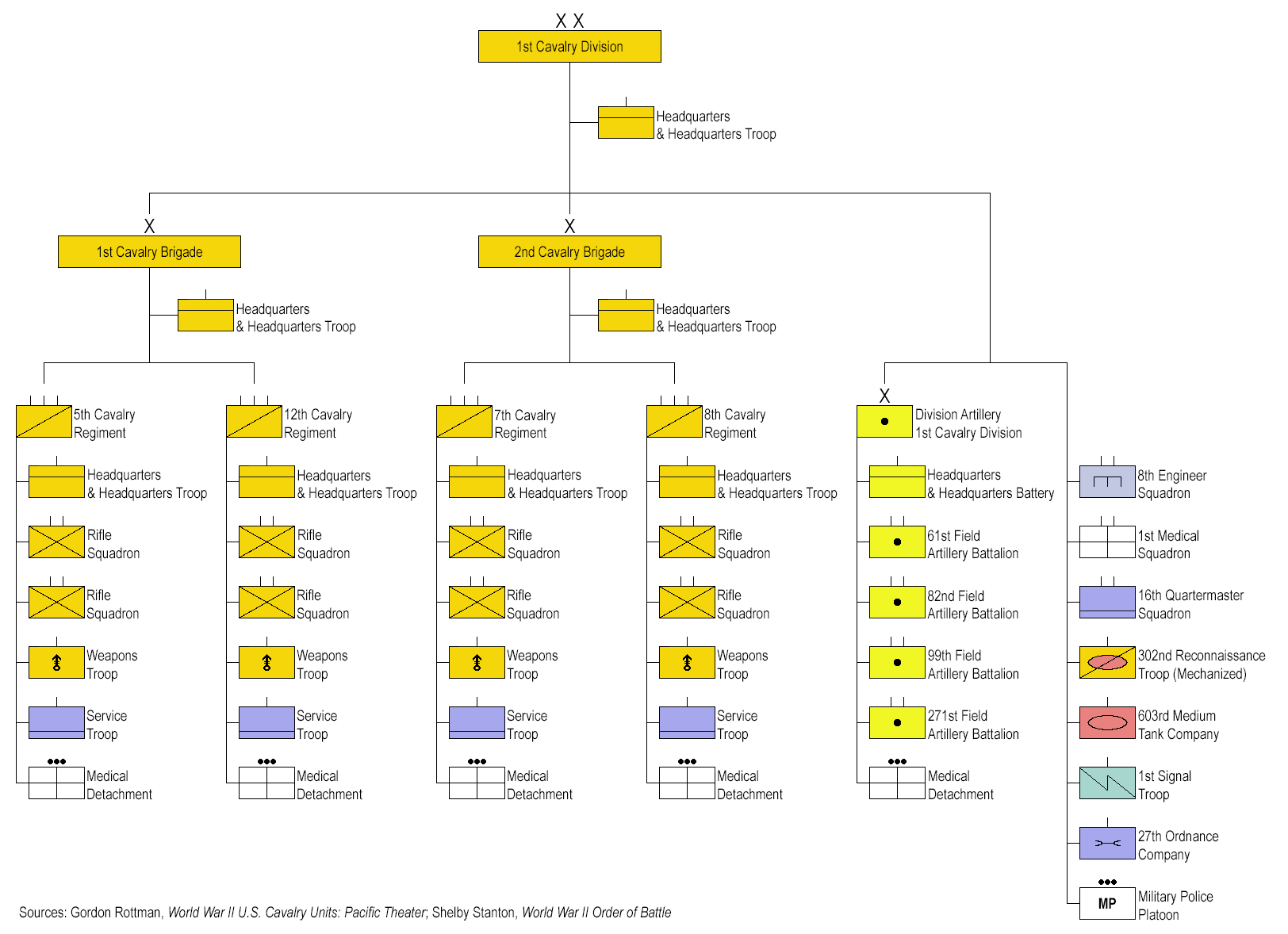
第1骑兵师编制，1944-45

朝鲜战争爆发之后，该师被迅速投入釜山防御圈，并在朝鲜半岛与朝鲜人民军和中国人民志愿军交手到1952年1月被第45步兵师轮换为止。该师随后返回日本继续担任占领军任务直到1957年又返回韩国。在朝鲜战争中第1骑兵师有3811人阵亡，12086人负伤。
1964-65年间，随着陆军师重组计划（ROAD）的进行，美国陆军打算试点组建空中突击单位。为此，1965年驻韩国的第1骑兵师易帜（Reflag）为第2步兵师（并驻韩国至今），而驻扎在美国本土的第11空中突击师（实验）和第2步兵师的人员则合并并易帜为第1骑兵师（空中机动）。第1骑兵师（空中机动）随即参加越战，被部署到最靠近北越的第一战术区，从1965年一直作战到1972年，参与了德浪河谷战役、中央高地战役、春节攻势等一系列重大战役，成为了越南战争中美国陆军伤亡最大的一个师。在越战中该师阵亡5444人，伤26592人。
在返回美国之后，第1骑兵师（空中机动）随即开始试点改编为三种能力师（TRICAP），同时拥有装甲旅、空中机动旅、空中骑兵旅各一个，然而这次试点最终失败，第1骑兵师继而在1975年改编为由三个装甲旅构成的重装师，加入美国第三军。在冷战后期该师被改编为返德单位，并继续进行编制和装备试点，成为美军中首先接受XM1艾布拉姆斯主战坦克的单位，并在1986年后增加一个战斗航空旅，改为86年师编制形式。这个师的装备预储存库（POMCUS）设在比利时，一旦西德有事，该师可以在一周之内增援给北约北方集团军群。
第1骑兵师在美国陆军第七军的指挥下参加了1991年的沙漠风暴行动。1998年6月该师又参加了在波斯尼亚黑塞哥维那的北约维和行动。在911恐怖袭击之后该师的一些单位进驻华盛顿特区。
2001年第1骑兵师的一个旅被预部署到伊拉克-科威特边境上，该师的部分单位随后参加了2003年美国入侵伊拉克的行动。2005年4月该师驻伊拉克的单位撤回国内，由第3步兵师接替。在此期间美国陆军开始实施旅级战斗队编制改革，第1骑兵师在回国之后增加一个第4旅级战斗队。自2001年起第1骑兵师的单位还参加了在阿富汗的持久自由行动。
2014年随着乌克兰局势的加剧，北约向波兰紧急部署代号为“铁马”的第一装甲旅，用以向俄罗斯施压。

## 编制
在目前的编制改革计划完成之后，第1骑兵师的编制如下：
- 师指挥部和指挥部营“小牛”
  - 指挥部支援连
  - 行动连
  - 情报&维持连
  - 通信连
  - 骑兵支队（排）（一个仪式性的骑马单位）
  - 师军乐队
- 第1装甲旅级战斗队“铁马”
  - 旅指挥部和指挥部分队（连）

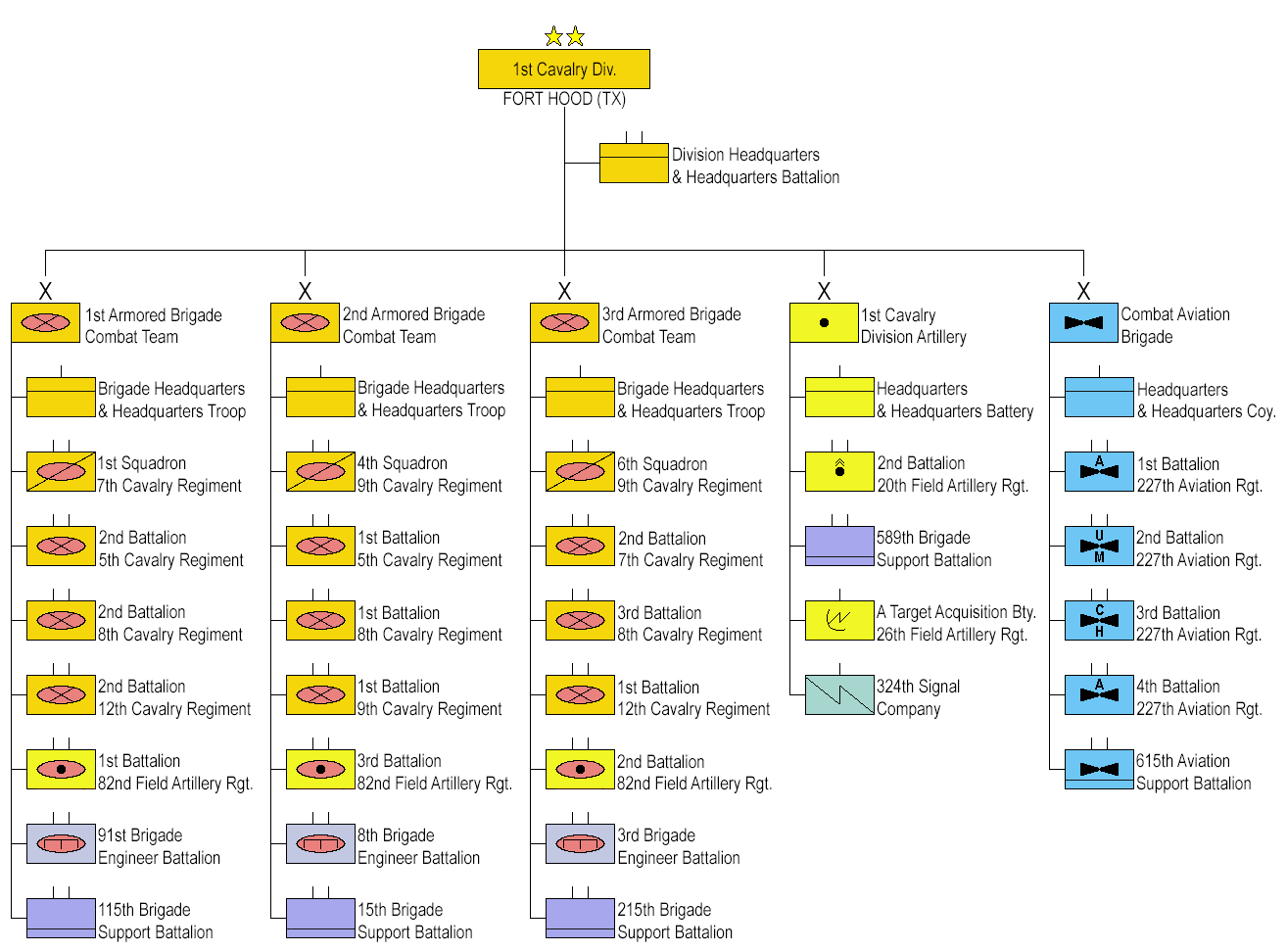
第1骑兵师下一代编制

  - 第7骑兵团1营（RSTA 侦察营）“加里欧文！”
  - 第5骑兵团2营“枪骑兵”
  - 第8骑兵团2营“种马”
  - 第12骑兵团2营“闪电马”
  - 第82野战炮兵团1营“龙”
  - 第91旅工兵营
  - 第115旅支援营“骡夫”
- 第2装甲旅级战斗队“黑杰克”
  - 旅指挥部和指挥部分队（连）
  - 第9骑兵团4营（RSTA 侦察营）“暗马”
  - 第5骑兵团1营“黑骑士”
  - 第8骑兵团1营“野马”
  - 第9骑兵团1营“猎头者”
  - 第16野战炮兵团3营“滚雷”
  - 第8旅工兵营“特洛伊木马”
  - 第15旅支援营“赌徒”
- 第3装甲旅级战斗队“灰狼”
  - 旅指挥部和指挥部分队（连）
  - 第9骑兵团6营（RSTA 侦察营）“剑士”
  - 第7骑兵团2营“幽灵”
  - 第8骑兵团3营“战马”
  - 第12骑兵团1营“冲刺者”
  - 第82野战炮兵团2营“钢龙”
  - 第3旅工兵营
  - 第215旅支援营“铁匠”
- 第1骑兵师师属炮兵群
  - 指挥部和指挥部连
- 战斗航空旅“武士”
  - 第227航空团1营“首次打击”
  - 第227航空团2营“大灰狼”
  - 第227航空团3营“矛头”
  - 第227航空团4营“火炮攻击”
  - 第615航空支援营“冷钢”

## 圖片

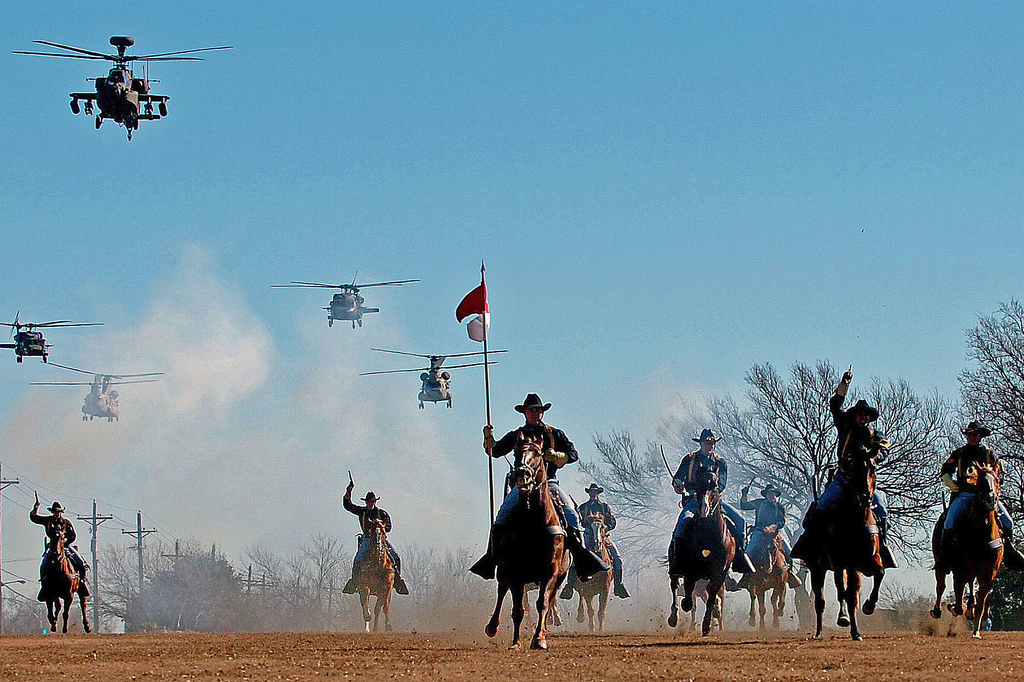
第一騎兵師戰鬥航空旅馬支隊模擬攻擊。
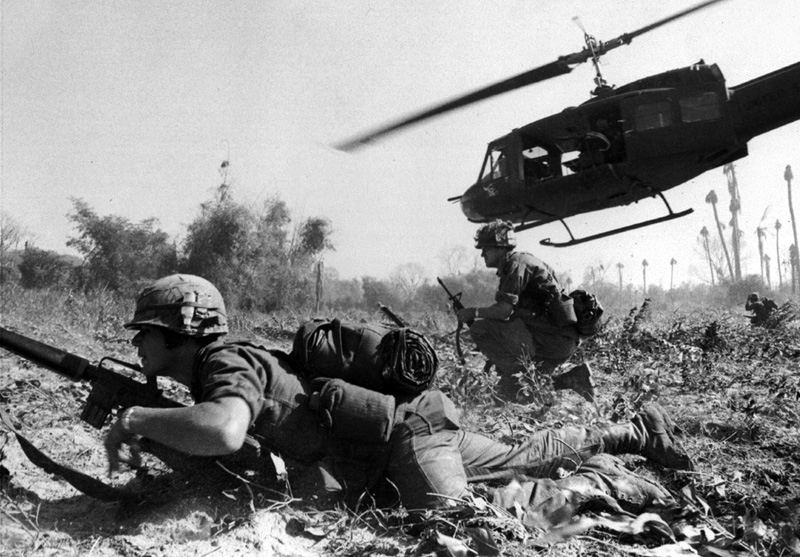
一架UH-1D直升機 卸載步兵後爬升
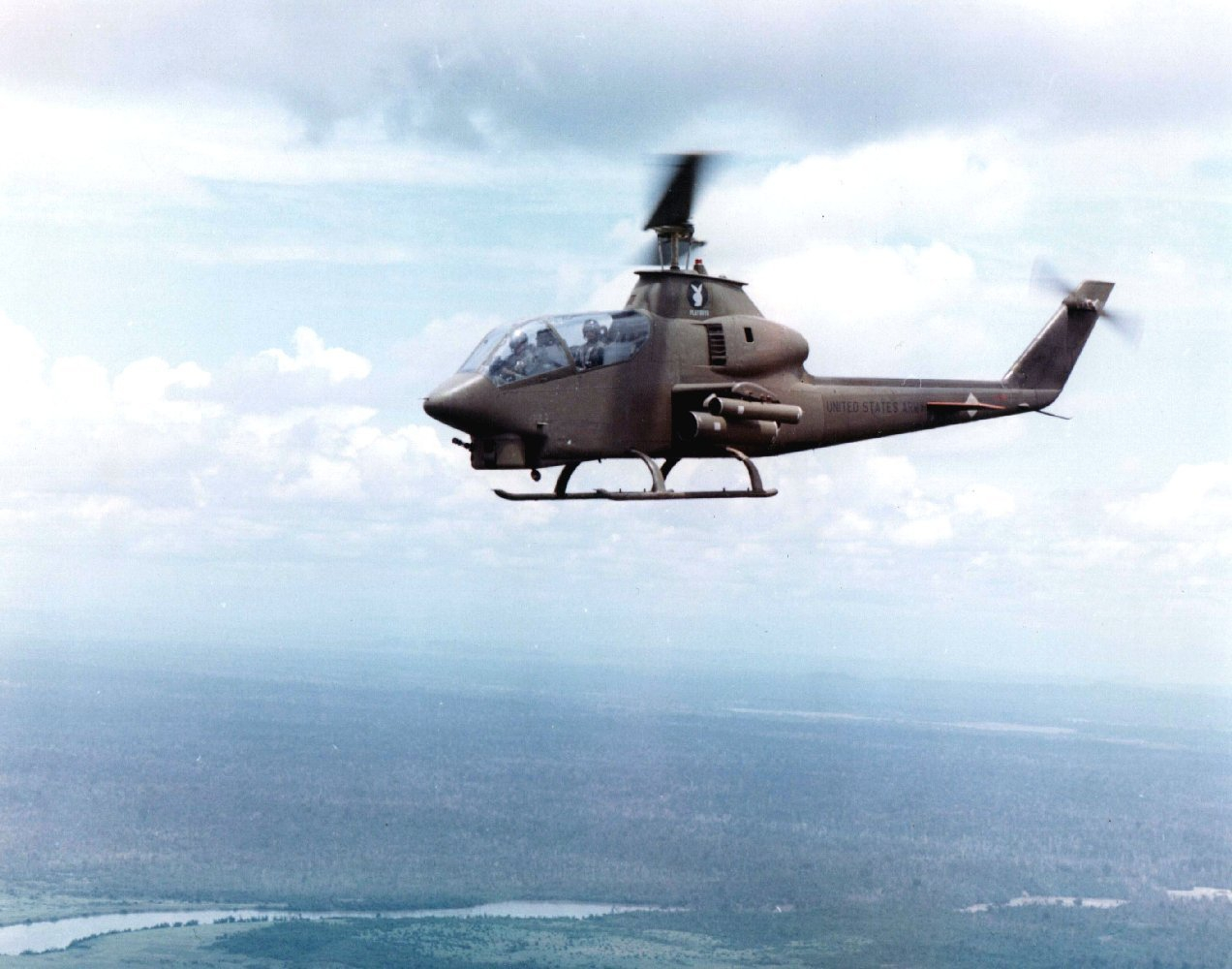
貝爾AH-1G眼鏡蛇直升機
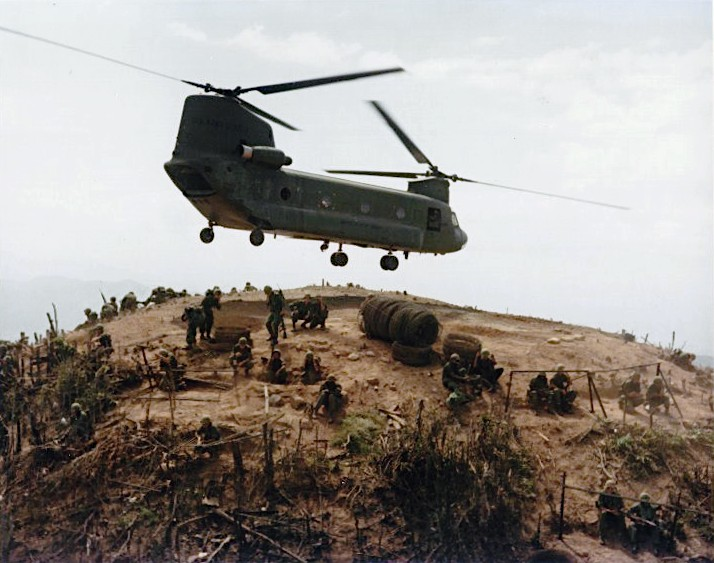
部隊從CH47-奇努克直升機卸載，1967年
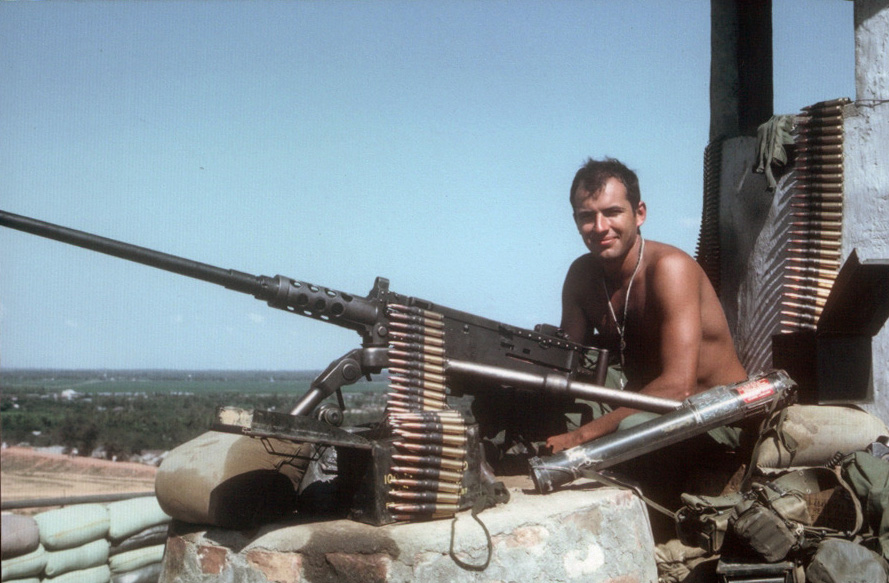
春節攻勢前的美軍1968年1月27日
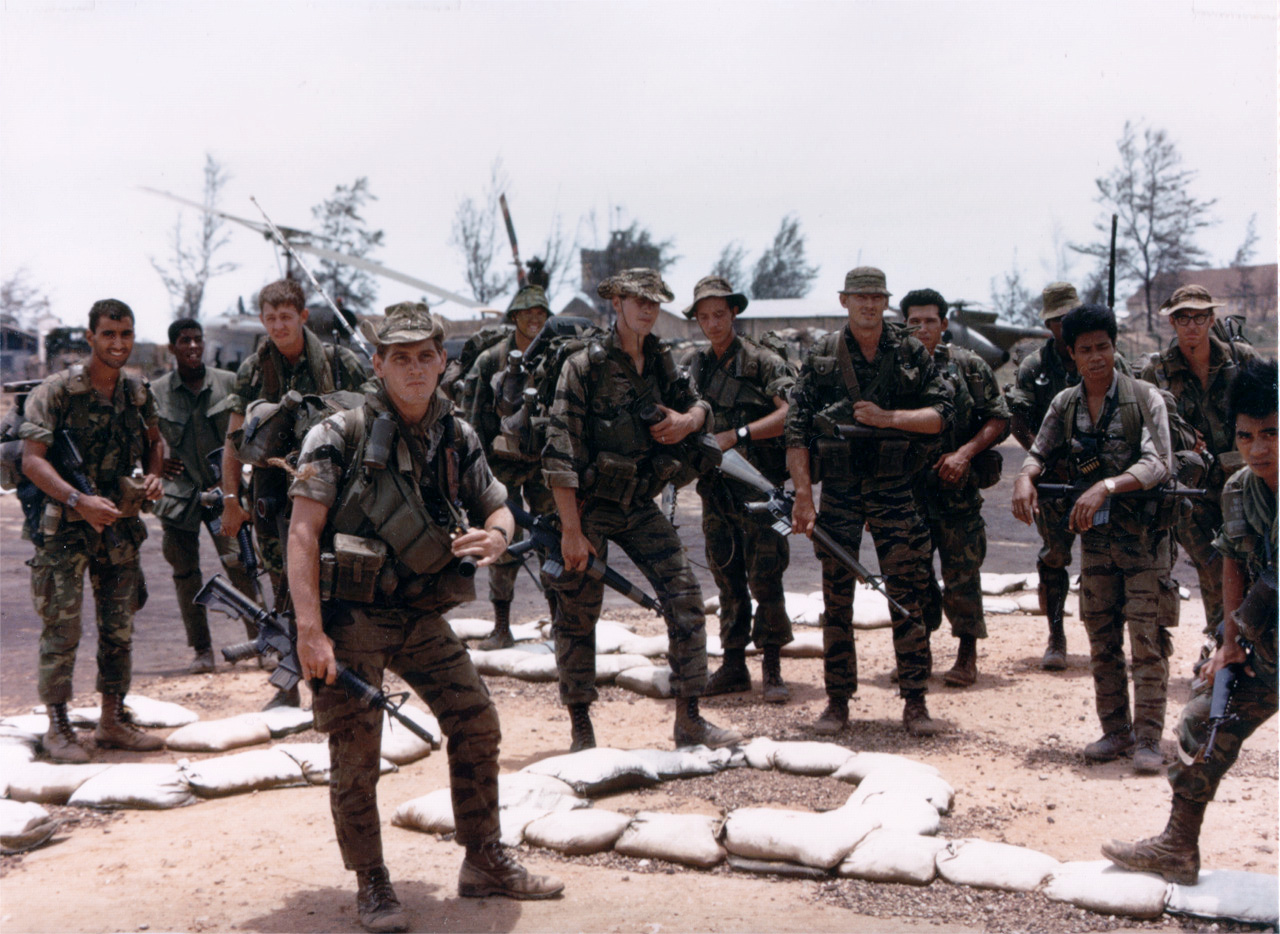
兩個遠程偵察巡邏隊
第一次海灣戰爭(沙漠風暴)，第1騎兵師參與的作戰計劃圖
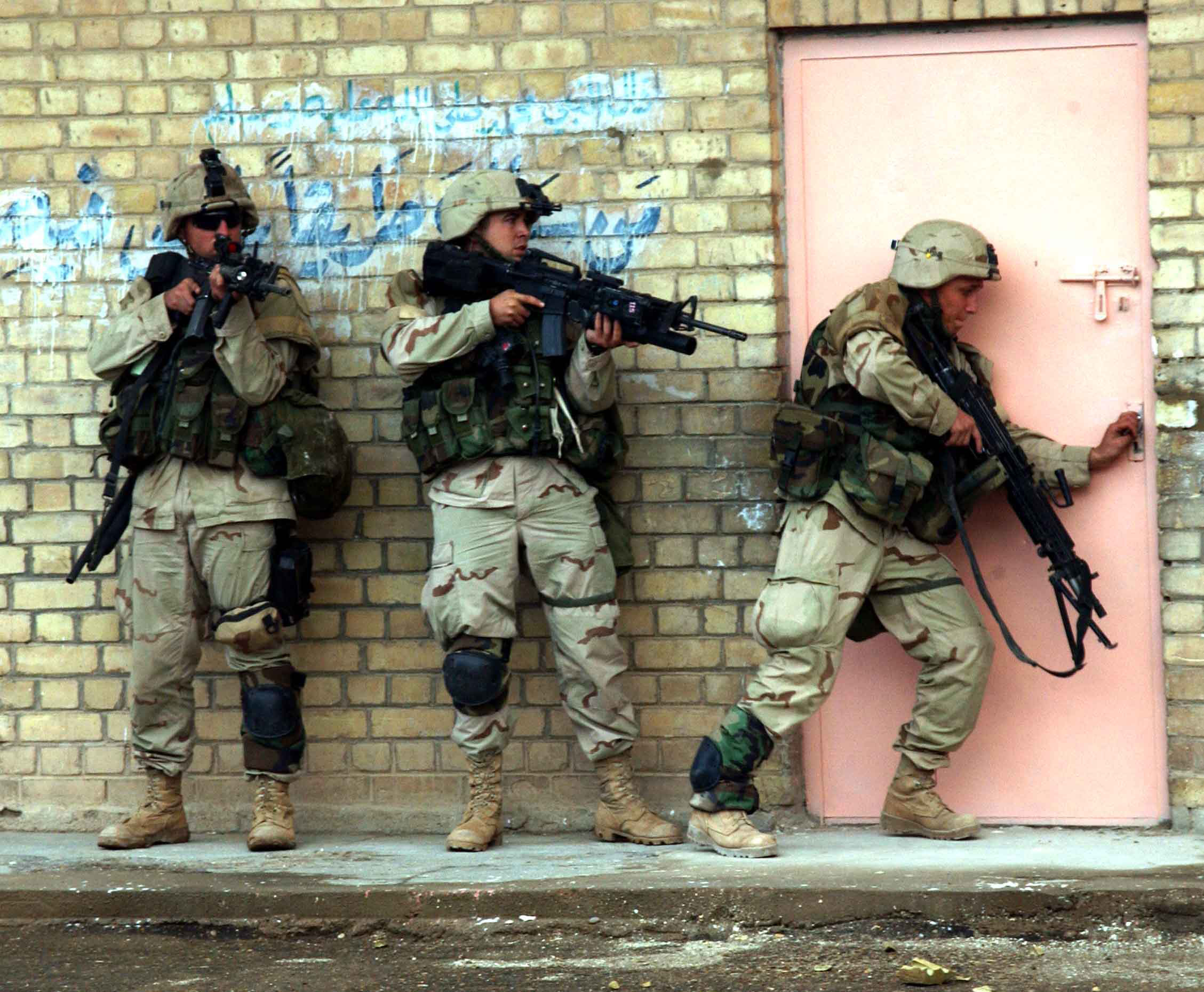
費盧杰第二次戰役中，第1騎兵師的士兵準備突襲 2004年11月12日
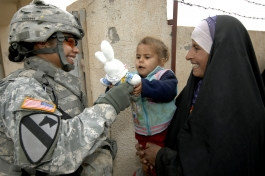
送玩具給伊拉克孩子(執行醫療任務時)
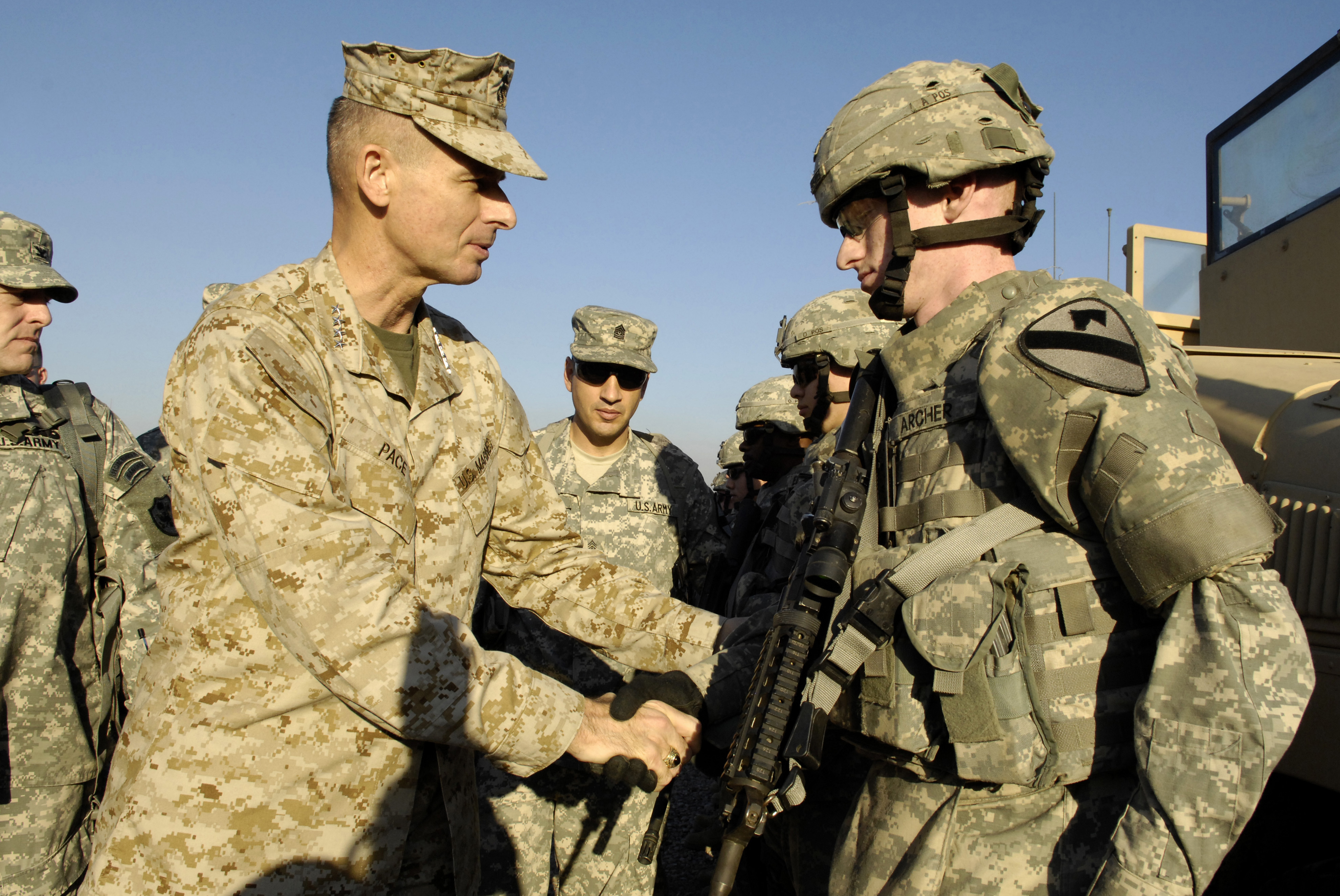
彼得·佩斯在伊拉克 2006年12月